# Jean-Louis Soubdès
Jean-Louis Soubdès, né le 14 octobre 1749 à Aulnay (Charente-Maritime) et mort le 11 septembre 1819 à Condom (Gers), est un avocat, magistrat, franc-maçon et homme politique français.
Il est d'abord député du Gers au Conseil des Anciens, puis juge au tribunal de 1re instance de la Seine, tout en étant vénérable maître de la loge de Condom La Parfaite Amitié.

## Biographie

### Jeunesse et formation
Jean-Louis Soubdès est issu d'une famille de la petite noblesse du Condomois,, propriétaire de la seigneurie du Lac, dont Jean-Louis prit parfois le nom. Il est le fils de Gabriel de Soubdès, juge-royal en chef du comté de Gaure, receveur des aides en Poitou, et de Madeleine Despetit de La Salle.
Licencié en droit de l'Université de Toulouse, il poursuit ses études à Poitiers et y obtient un doctorat en droit civil et canonique. Il y devient docteur en droit puis avocat. En 1779, il prend la suite de son père à la charge de juge-royal en chef du comté de Gaure, acquise par son grand-père Guillaume de Soubdès, président de l'Élection de Lomagne.

### Mariage et descendance
Il épouse Suzanne Jadot de Duran en 1780 à Sainte-Mère, fille de Pierre Jadot de Duran, bourgeois, et de Geneviève de Castanet. Leur fils aîné, Pierre Soubdès, fut éphémère sous-préfet de Lectoure pendant les Cent-jours. Leur fils cadet Jean-Marie Soubdès fut capitaine de cuirassiers sous Napoléon Ier ; c'est le père d'Albert Soubdès (1822-1901), archiviste de la ville de Condom.

### Carrière politique
Il est élu administrateur du département du Gers en 1790, député du Gers au Conseil des Anciens le 24 germinal an VI, par 262 voix sur 365 votants. Il prend d'abord place parmi les partisans du Directoire. Il est ensuite élu secrétaire en l'an VII et membre de la commission des rapports.
Après le 18 brumaire, il est nommé le 14 germinal an VII juge au tribunal de première instance de la Seine.

### Carrière maçonnique
Jean-Louis Soubdès est initié par la loge « Le Mystère » dans les années 1780. Il rejoint au début des années 1790 la loge « La Parfaite Amitié » à Condom dont il est vénérable. À Paris, il rejoint la loge « Thémis ».
Il est nommé officier du Grand Orient de France au sein de la « Grande Loge d'administration » le 13 décembre 1805, jusqu'à la chute de l'Empire.

## Publications
- Conseil des anciens, Motion d'ordre faite par Soubdès (du Gers), relativement à la discussion sur l'organisation judiciaire : séance du 18 ventose, an 7, Paris, Imprimerie nationale, 1799, 4 p. (BNF 37235698)
- Jean-Louis Soubdès, Corps législatif. Conseil des Anciens : Discours prononcé par Soubdès, séance du 12 thermidor an VII, Paris, Imprimerie nationale, 1799, 3 p., In-8° (BNF 31386770) Sur le vol des diligences et caisses publiques
- Jean-Louis Soubdès, Corps législatif. Conseil des Anciens. Discours prononcé par Soubdès sur l'adresse de l'administration centrale du département du Gers concernant la conspiration royale qui a éclaté dans le département. Séance du 3e jour complémentaire, an VII, Paris, Imprimerie nationale, an viii, 11 p., In-8° (BNF 31386772)
- Jean-Louis Soubdès (Anon.), Traité du jeu de wisth en forme de vocabulaire raisonné indiquant les lois et les règles qu’on doit pratiquer pour le bien jouer, ainsi que les usages et les convenances qu’on doit observer pour le jouer avec agrément, précédé d’une notice historique sur son nom et son origine ; suivi d’une ancienne boutade contre ce jeu, et d’une chanson, Paris, Léopold Collin, 1809, 176 p., In-12°
- Jean-Louis Soubdès, Les vrais principes de la discipline de l’Église catholique, mis à la portée de tous les fidèles, Paris, 1811